# ブーケ

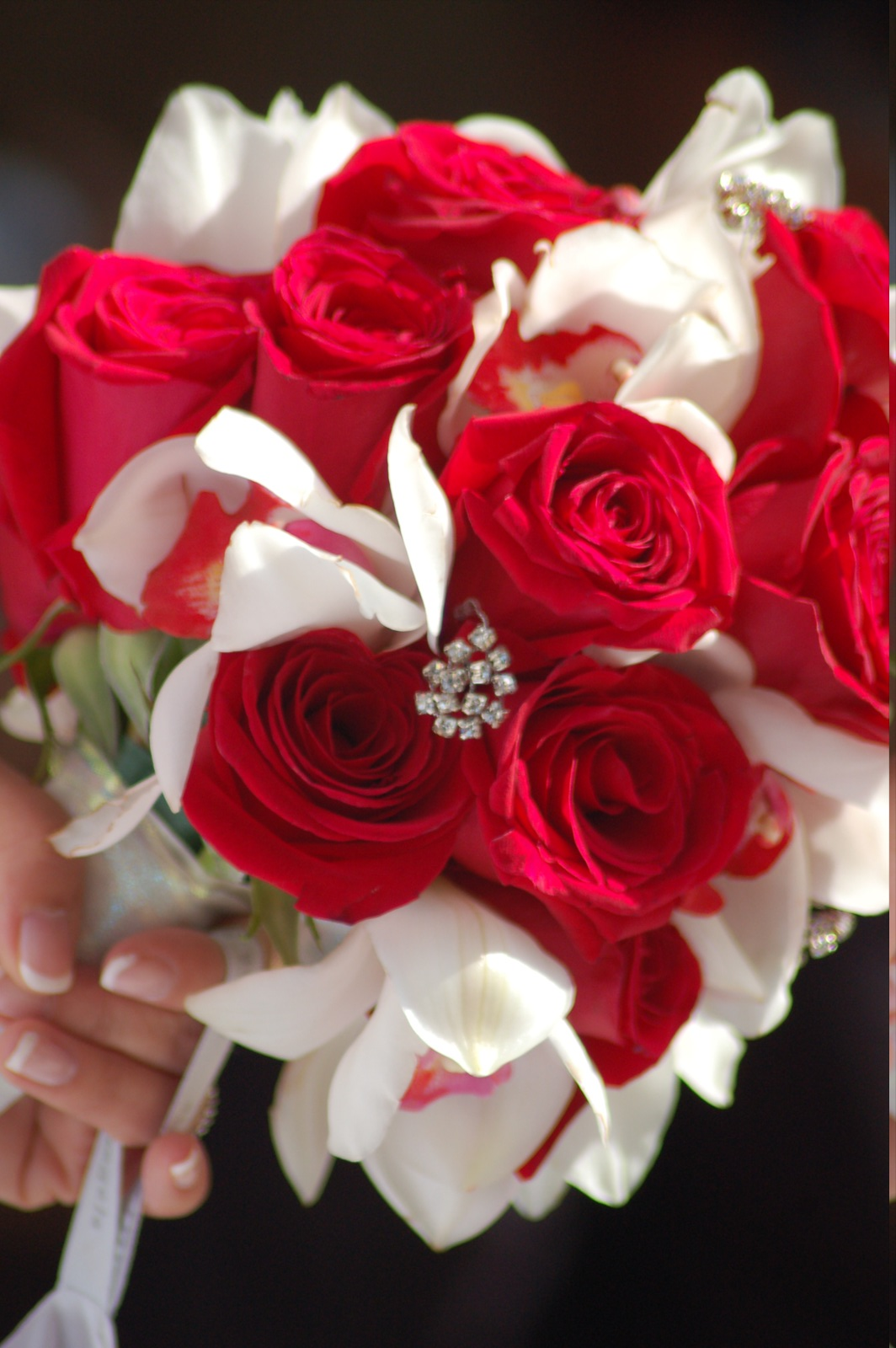
クラッチブーケ

ブーケ（ブケ、ボケ、フランス語: bouquet 発音例）は、「生花や造花の花束」「種々の花の匂いを混合した香水」「ワインの芳香」を意味する。
日本でブーケが広まったのは第二次世界大戦後であり、結婚式の洋式化に伴い用いるようになった。日本では習慣的に、花瓶に差すまでの一時の包装手段を花束（はなたば）、結婚式で花嫁が持つ花束ウェディングブーケをブーケと言うことが多い。
任天堂株式会社が、カタカナ「ブーケ」で、テレビゲーム関連や、指定商品第26類で商標登録（第5050450号）している。指定商品第26類には、造花が含まれる。
任天堂が発売しているゲームシリーズ『どうぶつの森』には、同名のキャラクターが登場する。

## 種類
様々なバリエーションがあるが、似たものもある。Google画像検索に名称を入力することで、作品を見ることができる。

### 花束に見える形
ラウンドブーケ
半球。茎は花から数cmのところで切り、茎の先端にはテープを使い吸水性スポンジを固定する。茎部分が短いこうした花パーツは、ワイヤーを使い束ねて、密集させる。地味な作業であり、模型製作に近い感覚。
ティアドロップブーケ
ラウンドブーケに尻尾をつける小型キャスケードブーケ。
オーバルブーケ
ラウンドブーケを完全な楕円形にする。涙形に仕上がれば、ティアドロップブーケ。
キャスケードブーケ
大型ラウンドブーケに、ワイヤーを使い逆三角形パーツを固定する。
シャワーブーケ
ラウンドブーケ等を中心にして、その周囲に細長い茎、細長い蔓、細長い葉を配置して、シャワーのように見せる。
リースブーケ / リングブーケ
ドーナッツ。
クレッセントブーケ
横幅がある三日月。
クラッチブーケ
小〜中型。茎がついている花を束ねる。ラウンドブーケのように仕上げることもできる。吸水性スポンジは使わず、ブーケ・トスのような扱いにも耐える。
アームブーケ
大型。太くて長い直線的な茎がある花を束ねる。シンプル。茎部分に別の花を配置すれば華やかになる。吸水性スポンジは使わない。

### 花束に見えない形
ボールブーケ
持ち手がある球。かわいい雰囲気。
バッグブーケ
持ち手があるハンドバッグ。鞄としての機能はない。バックブーケという呼び方は、間違い。
カゴブーケ / 籠ブーケ / 篭ブーケ / バスケットブーケ
持ち手がある籠の中にスポンジを入れて、花を活ける。または、ラウンドブーケやオーバルブーケを籠に入れる。
リストブーケ
腕輪。

### その他
和装ブーケ
上記各ブーケを和装用にアレンジ。

### 花以外の素材を使用したブーケ
フルーツブーケ
カットされた果物で作られたブーケ。
ベジブーケ
野菜で作られたブーケ。
キャンディブーケ
キャンディやチョコレート等のお菓子を用いて作られたブーケ。
リボンブーケ
リボンで作られたブーケ。